# 奈罗礁
奈罗礁，越南称为南礁（越南语：／），西方文献称为 South Reef，中國漁民俗稱為「奈罗线仔」或「奈罗沙仔」，位于南中国海南沙群岛，现由越南控制，中華人民共和国聲稱对其拥有主权。
奈罗礁实际上是双子群礁的一部分，位于双子群礁的西南端，面積為2.7平方公里，低潮露出海面。1988年为越南控制。